# Gilbert Ier de La Trémoille
Pour les autres membres de la famille, voir Maison de La Trémoille.
Gilbert Ier de La Trémoille (ou de La Trimouille, de La Trémouille), est un aristocrate et militaire français, membre de la Maison de La Trémoille. Il meurt le 25 juillet 1603 à Apremont.

## Biographie
Fils de Georges de La Trémoille (mort en 1584) et de Madeleine de Luxembourg. Il hérite d’une partie des titres de celui-ci et devient 1er marquis de Royan et comte d’Olonne ainsi que baron d’Apremont, seigneur de Preslo et de Champfreau. Le 10 mai 1594 il est nommé par son cousin le roi Henri IV capitaine de la 1re compagnie des Cent Gentilshommes ordinaires de la Maison du Roi et est décoré des ordres de Saint-Louis et du Saint-Esprit le 15 janvier 1597. La même année il est nommé conseiller d’état et Sénéchal de Poitou. Il meurt le 25 juillet 1603 à Apremont.

## Titres
- 1er marquis de Royan : 1584-1603
- Comte d’Olonne : 1584-1603

## Mariage et descendance
Il épouse le 12 septembre 1592 Anne Hurault de Cheverny (4 juin 1577, Cheverny - 16 avril 1635, Paris), fille de Philippe Hurault de Cheverny, comte de Cheverny et gouverneur d'Orléans.
- Philippe Ier de La Trémoille (1596-8 août 1670), second marquis de Royan.
- Gilbert II de La Trémoille (1599-1619), abbé de Chambon.
- Catherine de La Trémoille (1600-7 avril 1650), abbesse de Sainte-Croix de Poitiers.
- Georges IV de La Trémoille (1601-1623), chevalier de Malte.
- Marie-Marguerite de La Trémoille, morte en 1657, abbesse du Lys.